# Kornsjø (stacja kolejowa)
Kornsjø – stacja kolejowa w Kornsjø, w gminie Halden w Norwegii, jest oddalona od Oslo o 169,20 km.

## Położenie
Jest końcową stacją linii Østfoldbanen, leży w odległości 2 km od granicy ze Szwecją. Nie obsługuje obecnie ruchu pasażerskiego.